# Nelly
Cornell Iral Haynes, Jr. (født 2. november 1974), bedre kendt som Nelly, er en amerikansk rapper, sanger, skuespiller og iværksætter. Han har optrådt med gruppen St. Lunatics siden 1996. Han blev signet til Universal Records i 1999 og har udgivet 5 soloalbums. Hans første soloalbum Country Grammer udkom i 2000 og debuterede som nr. 3 på Billboard 200 og blev senere nr. 1. Country Grammar er Nelly's bedst sælgende album til dags dato i USA. Hans efterfølgende album Nellyville indeholdte flere hits som "Hot in Herre", "Dilemma" med Kelly Rowland, "Work It" med Justin Timberlake, "Air Force Ones" med St. Lunatics,"Pimp Juice" og "#1". Sweat debuterede som nummer to på den amerikanske chart Billboard 200 med et salg på 342.000 eksemplarer i den første uge. En uge efter udgivelsen debuterede Suit som nummer et med et salg på omkring 396.000 eksemplarer. Nellys femte studiealbum Brass Knuckles blev udgivet efter flere forsinkelser i 2008 med singler som "Party People" med Fergie, "Stept on My J'z" og "Body On Me" med Akon og Ashanti. Nellys sjette studiealbum 5.0 blev udgivet den 12. november 2010. Albummets første single "Just a Dream" debuterede på den amerikanske Billboard Hot 100 som nummer tolv. Nelly har vundet en Grammy Award for Best Rap Album for både Country Grammar (2001), Nellyville (2003) og Suit (2005). Derudover har han to tøjkollektioner Vokal og Apple Bottoms.

## Country Grammar
Nelly blev signet af Mase's mananger Chudda Love til Fo'reel Entertainment. Han blev hurtigt signet til Universal Music Group som udgav hans første solo debut Country Grammar i år 2000. Succesen fra titel tracket (#7 på Hot 100 og #1 på hot rap tracks) gjorde at albummet debuterede på Billboard 200 som nr 3 i USA, andre singler fra albummet "E.I.", "Ride Wit Me" og "Batter Up"

## Free City
Free City som Nelly indspillede med St. Lunatics, fulgte efter i år 2001 med hit singlen "Midwest Swing"

## Film
Nelly fik sin debut på film i 2001 i den uafhængige film Snipes, hvor Nelly spiller en berømt rapper ved navn Prolifik. Nellys største filmrolle var i genindspilningen af The Longest Yard fra 2005 med store stjerner som Adam Sandler og Chris Rock. Soundtracket til filmen indeholder også Nellys sang "Fly Away". I 2008 og 2009 var Nelly også med i et par episoder af kriminaldramaserien CSI: NY (Crime Scene Investigation: New York).

## Diskografi
- Country Grammar (2000)
- Nellyville (2002)
- Suit (2004)
- Sweat (2004)
- Brass Knuckles (2008)
- 5.0 (2010)

### Singler
- 2000 "Country Grammar...(Hot Shit)"
- 2000 "E.I."
- 2001 "Ride wit Me" (Feat. City Spud)
- 2001 "Batter Up" (Feat. St. Lunatics)
- 2001 "#1"
- 2002 "Hot in Herre"
- 2002 "Dilemma" (Feat. Kelly Rowland)
- 2002 "Air Force Ones" (Feat. St. Lunatics)
- 2003 "Work It" (Feat. Justin Timberlake)
- 2003 "Pimp Juice"
- 2004 "Flap Your Wings"
- 2004 "My Place" (Feat. Jaheim)
- 2004 "Tilt Ya Head Back" (Feat. Christina Aguilera)
- 2004 "Over and Over" (Feat. Tim McGraw)
- 2005 "Na-NaNa-Na" (Feat. Jazze Pha)
- 2005 "N Dey Say" (Feat. Spandau Ballet)
- 2005 "Errtime" (Feat. King Jacob & Jung Tru)
- 2005 "Fly Away"
- 2005 "Grillz" (ft Paul Wall, Ali & Gipp & Brandi Williams)
- 2007 "Wadsyaname"
- 2008 "Party People" (Feat. Fergie)
- 2008 "Body On Me" (Feat. Akon & Ashanti
- 2008 "Stepped On My J'z" (Feat. Jermaine Dupri & Ciara)
- 2008 "Warrior"
- 2008 "One & Only"
- 2011 "Gone" ft. Kelly Rowland
- 2012 ''Just A Dream''
- 2013 "Get Like Me" (Feat. Nicki Minaj & Pharrell Williams)

## Filmografi
The Longest Yard (2005) – Megget